# Christoph Jahr
Christoph Jahr (* 9. Dezember 1963 in Freiburg im Breisgau) ist ein deutscher Historiker.

## Leben
Jahr studierte Geschichtswissenschaft, Politikwissenschaft und Germanistik. Er wurde 1996 an der Humboldt-Universität zu Berlin promoviert. Von 1997 bis 2008 war er dort Wissenschaftlicher Mitarbeiter/Assistent. Er habilitierte sich 2006 und ist seitdem Privatdozent am Institut für Geschichtswissenschaft der HU Berlin. Er war von 2009 bis 2011 Lehrdozent an der Universität Heidelberg und 2012/2013 Lehrstuhlvertreter an der Universität Düsseldorf.
Er forscht zur Geschichte von Feindbildern, zum Antisemitismus, zur Justizgeschichte, zur Wissenschaftsgeschichte der NS-Zeit sowie zur Militärgeschichte des 20. Jahrhunderts.

## Veröffentlichungen (Auswahl)
Monographien
- Blut und Eisen. Wie Preußen Deutschland erzwang, 1864–1871, C. H. Beck, München 2020, ISBN 978-3-406-75542-2.
- Paul Nathan. Publizist, Politiker und Philanthrop, 1857–1927, Wallstein, Göttingen 2018, ISBN 978-3-8353-3297-3.
- Antisemitismus vor Gericht. Debatten über die juristische Ahndung judenfeindlicher Agitation in Deutschland (1879–1960), Campus, Frankfurt a. M. 2011 (zugleich: Habilitationsschrift, Humboldt-Univ. Berlin, 2006).
- Gewöhnliche Soldaten. Desertion und Deserteure im deutschen und britischen Heer 1914–1918 (= Kritische Studien zur Geschichtswissenschaft, Bd. 123), Vandenhoeck & Ruprecht, Göttingen 1998 (zugleich: Diss., Humboldt-Univ. Berlin, 1996).

Herausgeberschaften
- „Belgium is a beautiful city“? Resultate und Perspektiven der Historischen Belgienforschung, Waxmann, Münster 2018 (zusammen mit Sebastian Bischoff, Tatjana Mrowka und Jens Thiel).
- Belgica – terra incognita? Resultate und Perspektiven der Historischen Belgienforschung, Waxmann, Münster 2016 (zusammen mit Sebastian Bischoff, Tatjana Mrowka und Jens Thiel).
- Lager vor Auschwitz. Gewalt und Integration im 20. Jahrhundert, Metropol, Berlin 2013 (zusammen mit Jens Thiel).
- Die Berliner Universität in der NS-Zeit, 2 Bde., Steiner, Stuttgart 2005 (zusammen mit Rüdiger vom Bruch).
- Rudolf Lange 1874–1918. Oorlogsgetuige, Brugge 2004 (zusammen mit Piet Chielens, Armand Deknudt und Annick Vandenbilcke).
- Feindbilder in der deutschen Geschichte. Studien zur Vorurteilsgeschichte im 19. und 20. Jahrhundert, Metropol, Berlin 1994 (zusammen mit Uwe Mai und Kathrin Roller).